# 驼色弓背蚁
駝色弓背蚁（學名：Camponotus camelinus）是麝香弓背蚁亚屬之下的一个中型弓背蚁，由史密斯（Smith）于1857年描述。 该物種很容易被人與丝毛弓背蚁混淆。

## 分佈與棲息
该物種分佈于東南亚及一些小島嶼。在云南有少量分佈，其週邊的国家也有分佈。

## 分类
该物種于1857年首次被史密斯描述；1863年被罗杰（Roger）纳入了弓背蚁屬。

### 亚屬分类歷史
1912年，该物種被弗雷尔（Forel）和埃默里（Emery）纳入了Myrmosphincta亚屬；1914年，又被弗雷尔纳入了駱駝弓背蚁亚屬（Myrmocamelus）；该物種最终于1922年被惠勒（Wheeler）纳入了麝香弓背蚁亚屬（Myrmosaulus）
模式标本是来自新加坡的两只工蚁，这两只工蚁标被命名為“SING 2.”，目前存放在牛津大学自然历史博物馆。